# Trudrodîtelske, Troițke
Trudrodîtelske (în ucraineană Трудродительське) este un sat în comuna Vivcearove din raionul Troițke, regiunea Luhansk, Ucraina.

## Demografie
Componența lingvistică a localității Trudrodîtelske
     Ucraineană (87,88%)
     Rusă (12,12%)
Conform recensământului din 2001, majoritatea populației localității Trudrodîtelske era vorbitoare de ucraineană (87,88%), existând în minoritate și vorbitori de rusă (12,12%).